# دينيسي بينوا
دينيسي بينوا (بالفرنسية: Denise Benoit)‏ هي مغنية وممثلة فرنسية، ولدت في 10 سبتمبر 1919 في الدائرة الخامسة عشرة في باريس في فرنسا، وتوفيت في 29 مايو 1973 في الدائرة العشرون في باريس في فرنسا.

## وصلات خارجية
- دينيسي بينوا على موقع IMDb (الإنجليزية)
- دينيسي بينوا على موقع ألو سيني (الفرنسية)
- دينيسي بينوا على موقع ميوزك برينز (الإنجليزية)
- دينيسي بينوا على موقع ديسكوغز (الإنجليزية)
- دينيسي بينوا على موقع كينوبويسك (الروسية)